# Passeroptes lioparis
Passeroptes lioparis  (лат.) — вид акариформных клещей семейства Dermationidae (Analgoidea) из отряда Astigmata. Встречаются в Юго-Восточной Азии: Китай, Юньнань. Паразитируют на птицах, таких как воробьиные Lioparus chrysotis (Blyth) (Толстоклювые синицы, Paradoxornithidae, род Lioparus). Длина самок 0,157-0,170 мм (ширина — 0,120-0,130), длина самцов — 0,150-0,165 мм (ширина — 0,110-0,115). Вид был впервые описан в 2015 году китайскими акарологами (Ning Mu, Xi-Jun Kuang, Huai Liu & Zi-Ying Wang, Institute of Entomology, Southwest University, Чунцин, Китай).

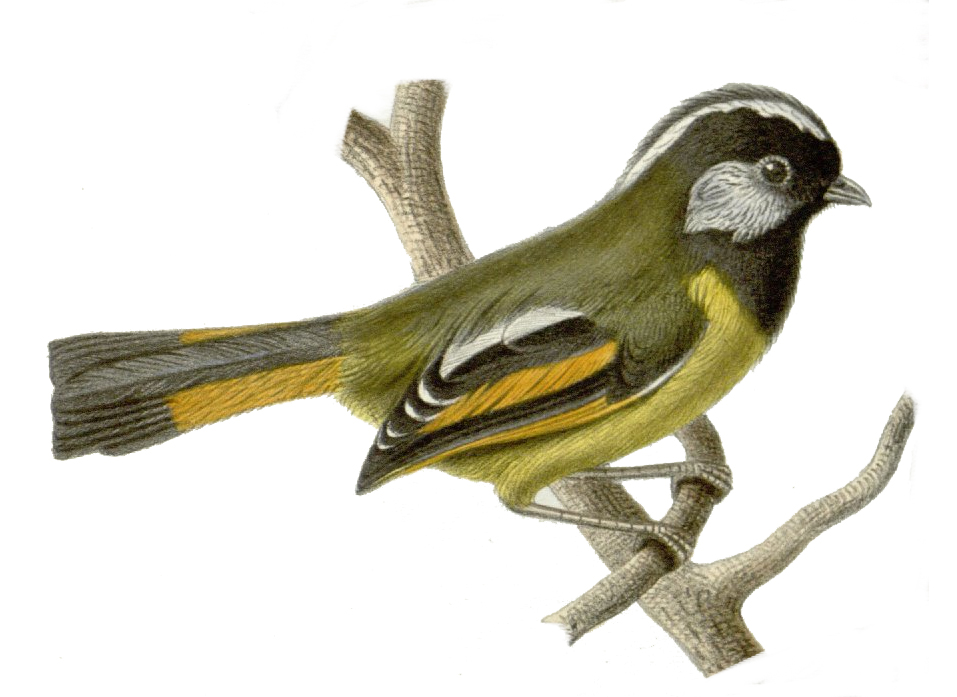
Lioparus chrysotis — вид-хозяин клеща Passeroptes lioparis